# Alex Auld
Alexander James „Alex“ Auld (* 7. Januar 1981 in Thunder Bay, Ontario) ist ein ehemaliger kanadischer Eishockeytorwart, der in der National Hockey League unter anderem für die Vancouver Canucks, Ottawa Senators, Florida Panthers und Boston Bruins aktiv war.

## Karriere
Auld spielte während seiner Juniorenzeit bei den North Bay Centennials in der Ontario Hockey League. Er wurde in der zweiten Runde als 40. beim NHL Entry Draft 1999 von den Florida Panthers ausgewählt. Er blieb noch in North Bay und wurde 2001 von den Panthers zu den Vancouver Canucks getauscht. 2001 nahm er mit der Kanadischen Juniorennationalmannschaft an der Junioren-Weltmeisterschaft teil, bei der das Team den dritten Platz belegte.
Von da an spielte er einige Jahre für das Farmteam der Canucks, die Manitoba Moose, in der American Hockey League.
Doch vor dem NHL Lockout 2004/05 durfte Auld schließlich für Vancouver spielen, als er für den verletzten Dan Cloutier einsprang. Dasselbe galt für den Großteil der Saison 2005/06, in der sich Cloutier einer Kreuzbandoperation unterziehen musste, nachdem er sich in einem Spiel gegen die Anaheim Ducks im Februar verletzt hatte. Von diesem Spiel an bis zum Ende der Saison bildete daher Alex Auld das Rückgrat des Teams. Bei der Eishockey-Weltmeisterschaft 2006 spielte er für das kanadische Team. Zur Saison 2006/07 wechselte Auld im Rahmen eines Tauschgeschäfts gemeinsam mit Todd Bertuzzi und Bryan Allen von den Canucks zu den Florida Panthers, die dafür Roberto Luongo und Lukáš Krajíček, sowie ein Draftrecht an die Canucks abgaben.
Auld bildete zu Beginn der Saison ein gleichberechtigtes Torhütergespann mit Ed Belfour, doch nach einer Verletzung konnte er insgesamt nur 27 Spiele bestreiten und sein Vertrag wurde nicht verlängert. Er wechselte daraufhin im Sommer 2007 zu den Phoenix Coyotes, wo er sich zuerst für den NHL-Kader empfehlen konnte, aber nach der Verpflichtung von Ilja Brysgalow zu den San Antonio Rampage, dem AHL-Farmteam der Coyotes, geschickt wurde. Im Dezember 2007 wurde er schließlich zu den Boston Bruins transferiert. Von 2008 bis 2010 spielte der Kanadier für die Ottawa Senators, Dallas Stars und New York Rangers, ehe er für die Saison 2010/11 von den Canadiens de Montréal verpflichtet wurde.
Am 1. Juli 2011 unterzeichnete Auld einen Kontrakt für ein Jahr bei den Ottawa Senators. Für die Spielzeit 2012/13 wurde der Kanadier vom EC Red Bull Salzburg aus der österreichischen Eishockeyliga unter Vertrag genommen, ehe er seine Karriere im September 2013 beendete.

## Erfolge und Auszeichnungen
- 1999 Teilnahme am CHL Top Prospects Game
- 1999 OHL Second All-Rookie Team
- 2001 OHL Third All-Star Team

### International
- 2001 Bronzemedaille bei der U20-Junioren-Weltmeisterschaft